# Палий, Яков
Яков Палий (укр. Яків Палій, пол. Jakiw Palij, англ. Jakiw Palij; 16 августа 1923, Пядики, Вторая Речь Посполитая (ныне Коломыйский район Ивано-Франковской области Украины) — 9 января 2019, Ален, Северный Рейн-Вестфалия, Германия) — военный преступник времён Второй мировой войны, причастный к смерти нескольких тысяч евреев. Последний известный нацист Третьего рейха, живший в США. 21 августа 2018 года по решению суда США Палий был депортирован в Германию, хотя он никогда не был гражданином этой страны.

## Биография
Яков Палий родился в украинской семье примерно 16 августа 1923 года в селе Пядики, которое принадлежало Польше, в 1939 году было присоединено к УССР, а теперь является частью Украины.
Во время Второй мировой войны работал в немецком концлагере в оккупированной Польше и был причастен к смерти тысяч евреев. Палия завербовали в Польше в 1943 году, и несколько месяцев он проработал надзирателем в концлагере «Травники». В этом лагере учили специалистов для окончательного решения еврейского вопроса, и здесь был устроен конвейер смерти. В 1944 году нацист служил в зондеркоманде, которая уничтожала мирное население Польши. За хорошую работу был повышен по службе и до самого конца войны проходил службу в охранном батальоне СС.
В 1949 году Палий приехал в США, солгав американской власти, что якобы он пас свиней на ферме отца на Украине. В 1957 году получил американское гражданство.
В 2003 году после анонимного доноса был арестован по подозрению в сотрудничестве с СС. При обыске у него дома нашли немецкие шевроны, которые, по его словам, он «оставил на память». В 2003 году американский суд (который длился два года) признал причастность Палия к убийствам, в результате чего он был лишён американского гражданства. Суд постановил депортировать его на Украину, но в 2003 году его там никто не захотел принять, и он продолжил жить в Нью-Йорке. После отказа украинских властей в дело внесли поправки, которые позволили депортацию в любую страну, которая согласится его принять, но таких не нашлось. Палий отказался комментировать решение суда. Президент Всемирного конгресса украинцев Аскольд Лозинский не согласился с решением федерального иммиграционного суда США и назвал решение о депортации несправедливым.
Перед уходом на пенсию Палий работал чертёжником и проживал в двухэтажном частном доме на 89-й стрит в районе Джэксон-Хайтс в Куинс, Нью-Йорк. Проживая в США он получал все социальные блага за счёт американских налогоплательщиков и соседи на него не жаловались.
В 2017 году делегация Конгресса США подписала письмо государственному секретарю Рексу Тиллерсону с призывом депортации Палия. После этого 21 член делегации Нью-Йорка в Палате представителей тоже написал схожее письмо.
26 апреля 2017 года в Нью-Йорке прошла акция «Нет СС в США!» с требованием изгнания Палия из США.
В июне 2017 года 83 члена Ассамблеи штата Нью-Йорк подписали письмо, с призывом выдворения Палия из США. 21 ноября 2017 года администрация Президента США обязалась депортировать Палия. Дов Хайкинд положительно оценил такое решение, по его словам: 

Присутствие Палия здесь является насмешкой над памятью погибших, это издёвка над военнослужащими США, которые сражались и погибли, чтобы победить зло нацистского режима
6 ноября 2017 года заместитель генпрокурора Стивен Бойд подчеркнул:

 Мы целиком и полностью согласны с тем, что Палий не должен провести остаток своих дней в этой стране. Департамент юстиции был и остаётся привержен делу обеспечения справедливости и будет сотрудничать с коллегами из других ведомств с целью выдворения Палия за пределы США
21 августа 2018 года Палий был депортирован в Германию и на санитарном транспорте доставлен в муниципальный Дом престарелых в районе Варендорф, недалеко от города Мюнстер. МИД Германии заявил, что решение принять Палия является их «моральным долгом».
Скончался 9 января 2019 года в Германии.

## Семья
- Жена — Мария Палий[27].